# Maciej Walkowski
Maciej Walkowski (ur. 1969 roku w Połczynie-Zdroju) – polski politolog, profesor nauk społecznych. Specjalizuje się w międzynarodowych stosunkach gospodarczych. Profesor na Wydziale Nauk Politycznych i Dziennikarstwa Uniwersytetu im. Adama Mickiewicza w Poznaniu, gdzie pracuje w Zakładzie Polityki Społecznej i Gospodarczej (kierownik od 2015) oraz, w latach 2016–2024, pełnił funkcję prodziekana ds. nauki.
Stopień doktorski uzyskał w 1998 na podstawie pracy pt. Nowe tendencje w rozwoju europejskich procesów integracyjnych (promotorem był prof. Zdzisław Puślecki). Habilitował się w 2008 na podstawie oceny dorobku naukowego i monografii pt. Regionalne i globalne uwarunkowania reform wspólnej polityki rolnej Unii Europejskiej. 28 lutego 2020 roku decyzją prezydenta RP otrzymał tytuł naukowy profesora.